# 拉曹切凯
拉曹切凯，是匈牙利包尔绍德-奥包乌伊-曾普伦州所辖的一个村。总面积16.37平方公里，总人口259，人口密度15.8人/平方公里（2011年1月1日）。